# Ngonda Muzinga
Glodi Ngonda Muzinga (Brazzaville, 31 dicembre 1994) è un calciatore congolese (Repubblica Democratica del Congo), difensore del Riga FC e della nazionale congolese.

## Carriera

### Club

#### Vita Club
Ha giocato per quattro stagioni nel Vita Club, squadra di calcio congolese, con la quale ha disputato 31 partire in CAF Champions League.

#### Digione
Nella finestra estiva della stagione 2019-2020 viene acquistato dai francesi del Digione FCO per quella che sarà la sua prima esperienza calcistica in Europa.

### Nazionale
Ha esordito in nazionale nel 2017 e preso parte alla Coppa d'Africa 2019.

## Palmarès

### Club

#### Competizioni nazionali
- Linafoot: 1

Vita Club: 2017-18
- Coppa di Lettonia: 1

Riga FC: 2023